# Божанство
Божанство је, по веровању неких култура, натприродно биће које се сматра божанским или светим. Мушко божанство се назива бог, док је женско богиња.
Религије се могу категорисати по томе колико божанстава обожавају. Монотеистичке религије прихватају само једно божанство (претежно названо Бог), док политеистичке религије прихватају више божанстава. Хенотеистичке религије обожавају једно врховно божанство, али не искључују остала, сматрајући их аспектом истог божанског принципа; док нонтеистичке религије поричу било ког врховног вечног божанског творца али прихватају пантеон божанстава који живе, умиру и могу се поново родити као било које друго биће.
Иако већина монотеистичких религија традиционално сматра свог Бога као свемогућег, свеприсутног, добронамерног и вечног, ниједна од ових особина није битна за дефиницију "божанства" и различите културе су различито концептуализовале своје божанство. Монотеистичке религије углавном се односе на Бога у мушком роду, док се друге религије односе према својим божанствима на различите начине - мушка, женска, двополна и бесполна божанства.
Историјски, многе древне културе - укључујући древне Месопотамце, Египћане, Грке, Римљане, Нордијце и Азијате - персонификовале су природне појаве, или као намерне узроке или као ефекте. Неке авестанска и ведска божанства сматрана су етичким концептима. У индијским религијама, божанства су замишљана како се манифестују у храму тела сваког живог бића, као чулни органи и ум. Божанства су замишљана као облик постојања (Самсара) након поновног рођења, за људска бића која су добијала заслуге кроз етички живот, где су постајали божанства чувари и живели блажено на небу, али су такође подложни смрти кад се њихова заслуга изгуби.

## Дефиниције
Не постоји универзално прихваћен консензус о томе шта је божанство, а концепти божанстава се значајно разликују у различитим културама. Хју Овен наводи да израз „божанство или бог или његов еквивалент на другим језицима“ има збуњујући распон значења и значаја.‍:vii–ix Она се крећу од „бесконачног трансцендентног бића које је створило и господари универзумом“ (Бог), на „коначан ентитет или искуство, са посебним значајем или који изазива посебан осећај“ (бог), до „концепта у религиозном или филозофском контексту који се односи на природу или увећана бића или на надсветовно царство“, до „бројних других употреба“.‍:vii–ix
Божанство је типично концептуализовано као натприродни или божански концепт, који се манифестује у идејама и знању, у облику који комбинује изврсност у неким или свим аспектима, бори се са слабостима и питањима у другим аспектима, херојски у погледу и поступцима, али је повезан са емоцијама и жеље. У другим случајевима, божанство је принцип или стварност као што је идеја „душе”. Упанишаде хиндуизма, на пример, карактеришу Атмана (душу, сопство) као деву (божанство), на тај начин тврдећи да је дева и вечни врховни принцип (Браман) део сваког живог бића, да је ова душа духовна и божанска, и да схватити самоспознају значи спознати врховно.
Теизам је веровање у постојање једног или више божанстава. Политеизам је веровање и обожавање више божанстава, која су обично састављена у пантеон богова и богиња, са пратећим ритуалима. У већини политеистичких религија, различити богови и богиње су репрезентације сила природе или принципа предака, и могу се посматрати или као аутономни или као аспекти или еманације Бога створитеља или трансценденталног апсолутног принципа (монистичке теологије), који се манифестује иманентно у природи. Хенотеизам прихвата постојање више од једног божанства, али сматра да су сва божанства еквивалентне репрезентације или аспекти истог божанског принципа, највишег. Монолатрија је веровање да многа божанства постоје, али да се само једно од ових божанстава може ваљано обожавати.